# Guanylatzyklase-C
Guanylatzyklase-C (GC-C, auch: hSTAR) ist das Protein in der Zellmembran von Darmzellen, das an der Außenseite der Membran als Rezeptor für die beiden Peptidhormone Guanylin und Uroguanylin fungiert. Im Fall einer solchen Bindung wird die an der Membran-Innenseite sitzende Enzym-Domäne aktiviert. Sie katalysiert die Biosynthese von cGMP aus GTP, worauf cGMP im Inneren der Zelle eine Signalkaskade auslöst, die zu vermehrter Exkretion von Wasser und Chlorid aus der Zelle führt. GC-C ist so wesentlich an der Regulation des Flüssigkeits- und Elektrolythaushaltes beteiligt. Außerdem binden an den Rezeptor die hitzestabilen Enterotoxine (STa) von E. coli, die zur unkontrollierten Exkretion und damit zum Durchfall führen.
Der Rezeptor GC-C besteht aus drei Untereinheiten, auch Domänen genannt:
- der extrazellulären Ligandenbindungsdomäne, bestehend aus etwa 410 Aminosäuren
- einer Transmembrandomäne mit etwa 25 Resten und
- einer intrazellulären Domäne aus etwa 620 Aminosäuren.